# Volumen 3
Volumen 3 es el tercer álbum del conjunto argentino de instrumentos informales Les Luthiers, lanzado en 1973.
La grabación tuvo lugar en los Estudios Ion, de la ciudad de Buenos Aires, Argentina y fue efectuada entre los meses de julio y septiembre de 1973. Este fue el último disco del grupo en el que participó su fundador, Gerardo Masana, quien falleció el 23 de noviembre de ese año. 
Entre los géneros y formas musicales del disco se encuentran: jazz/big band, aria, marcha militar, bossa nova, romanza y oratorio. 
El disco salió a la venta en octubre de 1973, y hasta el día de hoy se puede conseguir a través de las publicaciones de distintas compañías discográficas.

## Lista de canciones
| Lado A | |                  |                     |          |  |
| N.º    | Título | Letras           | Música              | Duración |  |
| 1.     | «Voglio entrare per la finestra» (Original de Opus Pi (1971))                                                                                          | Marcos Mundstock | Carlos López Puccio | 6:47     |  |
| 2.     | «Miss Lilly Higgins sings shimmy in Mississippi's spring» (Grabada originalmente para este disco (posteriormente sería incluida en Recital '74 (1974)) |                  | Ernesto Acher       | 3:01     |  |
| 3.     | «Ya el Sol asomaba en el poniente» (Original de Recital 72' (1972))                                                                                    | Les Luthiers     | Les Luthiers        | 6:03     |  |

| Lado B |                                                                         |                 |                                           |          |  |
| N.º    | Título                                                                  | Letras          | Música                                    | Duración |  |
| 1.     | «La Bossa Nostra» (Original de Recital '72 (1972))                      | Agustín Cuzzani | Carlos Núñez Cortés, Jorge Maronna, Acher | 8:06     |  |
| 2.     | «Romanza Escocesa sin palabras» (Original de Opus Pi (1971))            |                 | Núñez Cortés                              | 2:35     |  |
| 3.     | «Suite de los Noticieros Cinematográficos» (Original de Opus Pi (1971)) | Les Luthiers    | Les Luthiers                              | 8:00     |  |
| 4.     | «Fe de Erratas»                                                         | Les Luthiers    | Les Luthiers                              | 0:45     |  |

## Otros datos
- "Miss Lilly Higgins sings shimmy in Mississippi's spring" se grabó para el disco antes de ser presentada en vivo. Ernesto Acher la escribió para ser una canción tipo big-band, en la que había 3 gom-horns, 3 tubófonos, 4 yerbomatófonos, 2 alt-pipe, 1 bass-pipe, 1 cuarteto vocal, y de base rítmica: guitarra, banjo y batería. En total había 16 músicos y 4 vocalistas.